# Perfectos desconocidos (película italiana)
Perfectos desconocidos (Perfetti sconosciuti en italiano) es una película italiana de comedia dramática de 2016, dirigida por Paolo Genovese y protagonizada por Giuseppe Battiston, Anna Foglietta, Marco Giallini, Edoardo Leo, Valerio Mastandrea, Alba Rohrwacher y Kasia Smutniak. La película ganó numerosos premios, incluido el David di Donatello a la mejor película y el Nastro d'argento a la mejor comedia.
La película fue tan popular que se hicieron múltiples versiones en diferentes países como España, México, Francia y Corea.

## Trama
Eva y Rocco invitan a cenar a sus amigos de siempre: Cosimo y Bianca, Lele y Carlotta, y Peppe. Los anfitriones están en crisis desde hace bastante tiempo, situación que también contribuye a una situación conflictiva con su hija adolescente, Sofia; la segunda pareja, un taxista y una veterinaria, está formada en cambio por dos recién casados; los terceros también tienen sus propios problemas, y el último es un profesor de educación física que, después de divorciarse, no logra encontrar ni un trabajo ni una pareja estable. Durante la cena, mientras hablan sobre una pareja conocida de amigos que se separaron a causa de los mensajes telefónicos, Eva propone que todos pongan sobre la mesa sus teléfonos móviles y que revelen el contenido de todos los mensajes y llamadas que reciban en el curso de la noche: con cierta vacilación, todos aceptan, pero eso que se suponía que sería un juego pronto se transforma en una ocasión para dar a conocer los secretos de los presentes.

## Reparto
- Giuseppe Battiston como Peppe.
- Anna Foglietta como Carlotta.
- Marco Giallini como Rocco.
- Edoardo Leo como Cosimo.
- Valerio Mastandrea como Lele.
- Alba Rohrwacher como Bianca.
- Kasia Smutniak como Eva.
- Benedetta Porcaroli como Sofia.

## Premios
| Año  | Organización                              | Categoría                           | Ganadores y nominados                                                           | Resultado |
| ---- | ----------------------------------------- | ----------------------------------- | ------------------------------------------------------------------------------- | --------- |
| 2016 | David di Donatello                        | Mejor película                      | Paolo Genovese                                                                  | Ganador   |
| 2016 | David di Donatello                        | Mejor director                      | Paolo Genovese                                                                  | Nominado  |
| 2016 | David di Donatello                        | Mejor guion                         | Paolo Genovese, Filippo Bologna, Paolo Costella, Paola Mammini, Rolando Ravello | Ganadores |
| 2016 | David di Donatello                        | Mejor actriz protagonista           | Anna Foglietta                                                                  | Nominada  |
| 2016 | David di Donatello                        | Mejor actor protagonista            | Marco Giallini                                                                  | Nominado  |
| 2016 | David di Donatello                        | Mejor actor protagonista            | Valerio Mastandrea                                                              | Nominado  |
| 2016 | David di Donatello                        | Mejor canción original              | «Perfetti sconosciuti» de Bungaro, Cesare Chiodo y Fiorella Mannoia             | Nominados |
| 2016 | David di Donatello                        | Mejor edición                       | Consuelo Catucci                                                                | Nominada  |
| 2016 | David di Donatello                        | Mejor sonido                        | Umberto Montesanti                                                              | Nominado  |
| 2016 | Nastro d'argento                          | Mejor comedia                       | Paolo Genovese                                                                  | Ganador   |
| 2016 | Nastro d'argento                          | Mejor productor                     | Marco Belardi                                                                   | Nominado  |
| 2016 | Nastro d'argento                          | Mejor guion                         | Paolo Genovese, Filippo Bologna, Paolo Costella, Paola Mammini, Rolando Ravello | Nominados |
| 2016 | Nastro d'argento                          | Mejor canción original              | Bungaro, Cesare Chiodo, Fiorella Mannoia                                        | Ganadores |
| 2016 | Nastro d'argento                          | Mejor montaje                       | Consuelo Catucci                                                                | Nominada  |
| 2016 | Nastro d'argento                          | Nastro d'argento especial           | Reparto y director de casting                                                   | Ganadores |
| 2016 | Globo d'oro                               | Mejor película                      | Paolo Genovese                                                                  | Nominado  |
| 2016 | Globo d'oro                               | Mejor comedia                       | Paolo Genovese                                                                  | Ganador   |
| 2016 | Globo d'oro                               | Mejor guion                         | Paolo Genovese, Filippo Bologna, Paolo Costella, Paola Mammini, Rolando Ravello | Nominados |
| 2016 | Globo d'oro                               | Mejor actor                         | Giuseppe Battiston                                                              | Nominado  |
| 2016 | Ciak d'oro                                | Mejor película                      | Paolo Genovese                                                                  | Ganador   |
| 2016 | Ciak d'oro                                | Mejor guion                         | Paolo Genovese, Filippo Bologna, Paolo Costella, Paola Mammini, Rolando Ravello | Ganadores |
| 2016 | Ciak d'oro                                | Mejor actor                         | Marco Giallini                                                                  | Ganador   |
| 2016 | Ciak d'oro                                | Mejor canción original              | Bungaro, Cesare Chiodo, Fiorella Mannoia                                        | Ganadores |
| 2016 | Ciak d'oro                                | Mejor montaje                       | Consuelo Catucci                                                                | Nominada  |
| 2016 | Ciak d'oro                                | Mejor sonido                        | Umberto Montesanti, Matteo Carnesecchi, Alessandro Conti                        | Nominados |
| 2016 | Bari International Film Festival          | Premio Tonino Guerra al mejor guion | Paolo Genovese                                                                  | Ganador   |
| 2016 | Festival de cine de Tribeca               | Mejor guion                         | Paolo Genovese, Filippo Bologna, Paolo Costella, Paola Mammini, Rolando Ravello | Ganadores |
| 2016 | Premio Flaiano                            | Mejor director                      | Paolo Genovese                                                                  | Ganador   |
| 2017 | Festival Internacional de Cine de Vilnius | Filme favorito del público          | Paolo Genovese                                                                  | Ganador   |

## Adaptaciones

### Teatro
En 2018 se estrenó en el Teatro Metropolitan Sura, de Buenos Aires, una adaptación teatral de la película, bajo la dirección de Guillermo Francella.
También en Uruguay se presentó otra adaptación local, dirigida por Álvaro Ahunchain, con las actuaciones de Coco Echagüe, Coco Rivero, Diego Devincenzi, Leonardo Pacella, Leonor Svarcas, Lucía Brocal y Victoria Rodríguez.

### Cine
La cinta fue tan bien recibida que se hicieron numerosas versiones en diferentes países:
| País                                     | Título                                              | Fecha                    | Notas                                                                              |
| ---------------------------------------- | --------------------------------------------------- | ------------------------ | ---------------------------------------------------------------------------------- |
| Grecia                                   | Teleioi xenoi                                       | 15 de septiembre de 2016 |                                                                                    |
| España                                   | Perfectos Desconocidos                              | 27 de noviembre de 2017  | dirigida por Álex de la Iglesia                                                    |
| Turquía                                  | Cebimdeki Yabanci                                   | 2 de febrero de 2018     | dirigida por Ferzan Özpetek, la película fue el debut de la actriz Serra Yılmaz.   |
| India                                    | Loudspeaker                                         | 10 de agosto de 2018     | grabada en el idioma canarés. Remake no oficial con pocas diferencias en la trama. |
| Francia                                  | Le jeu                                              | 17 de octubre de 2018    | dirigida por Fred Cavayé                                                           |
| Corea del Sur                            | Intimate Strangers (완벽한 타인)                    | 31 de octubre de 2018    |                                                                                    |
| Hungría                                  | Búék                                                | 6 de diciembre de 2018   |                                                                                    |
| México                                   | Perfectos Desconocidos                              | 25 de diciembre de 2018  | dirigida por Manolo Caro.                                                          |
| China                                    | Kill Mobile (手机狂响)                              | 29 de diciembre de 2018  |                                                                                    |
| Rusia                                    | Gromkaja svjaz' (Громкая связь)                     | 14 de febrero de 2019    | El 17 de diciembre de 2020, se estrenó una secuela titulada "Obratnaja svjaz'"     |
| Armenia                                  | An Unknown Subscriber (Անհայտ բաժանորդ)             | 5 de septiembre de 2019  |                                                                                    |
| Polonia                                  | (Nie)znajomi                                        | 16 de septiembre de 2019 |                                                                                    |
| Alemania                                 | Das perfekte Geheimnis                              | 31 de octubre de 2019    |                                                                                    |
| Vietnam                                  | Tiệc trăng máu (Blood Moon Party)                   | 23 de octubre de 2020    |                                                                                    |
| Japón                                    | おとなの事情 スマホをのぞいたら (Adult's Situation) | 8 de enero de 2021       |                                                                                    |
| Rumania                                  | Complet Necunoscuti                                 | 24 de septiembre de 2021 |                                                                                    |
| Países Bajos                             | Alles op tafel                                      | 4 de noviembre de 2021   |                                                                                    |
| Israel                                   | Zarim Mushlamim                                     | 11 de noviembre de 2021  |                                                                                    |
| República Checa · Eslovaquia             | Známi neznámi                                       | 16 de diciembre de 2021  |                                                                                    |
| Emiratos Árabes Unidos · Egipto · Líbano | Perfectos desconocidos                              | 20 de enero de 2022      | Disponible en Netflix                                                              |
| En producción                            |                                                     |                          |                                                                                    |
| Noruega                                  | Full Dekning                                        | 2022                     |                                                                                    |
| Islandia                                 | Villibráð                                           |                          |                                                                                    |
| Suecia                                   | TBA                                                 |                          |                                                                                    |
| Catar                                    | TBA                                                 |                          |                                                                                    |
| Estados Unidos                           | TBA                                                 |                          | producida por Harvey Weinstein                                                     |